# Ješe
Ješe je priimek v Sloveniji, ki ga je po podatkih Statističnega urada Republike Slovenije na dan 1. januarja 2010 uporabljalo 167 oseb.

## Znani nosilci priimka
- Lara Ješe, vizualna umetnica, slikarka...
- Leopold Ješe (1886—1958), zdravnik oftalmolog (okulist)
- Miha Ješe (*1954), podjetnik in politik